# دومينغو دي بونيشيا
دومينغو دي بونشيا (بالإسبانية: Domingo de Bonechea)‏ وهو رحالة إسباني باسكي عمل تحت إمرة التاج الإسباني ولد في يوم 8 أغسطس 1713 في مدينة غيتاريا في منطقة إقليم الباسك في إسبانيا أبحر إلى تاهيتي من البيرو وحاول منافسة الرحالة الإنكليزي جيمس كوك، الذي إسكتشف أراضي كثيرة في تلك المنطقة مات دي بونشيا في تاهيتي في سنة 1775 ولا يعرف سبب موته حتى الآن.